# Planet (Schiff, 2005)
Die Planet ist ein Wehrforschungsschiff der Deutschen Marine. Das Schiff ist ein hochseetaugliches Doppelrumpfschiff in SWATH-Bauweise.

## Bau und Aufgabe

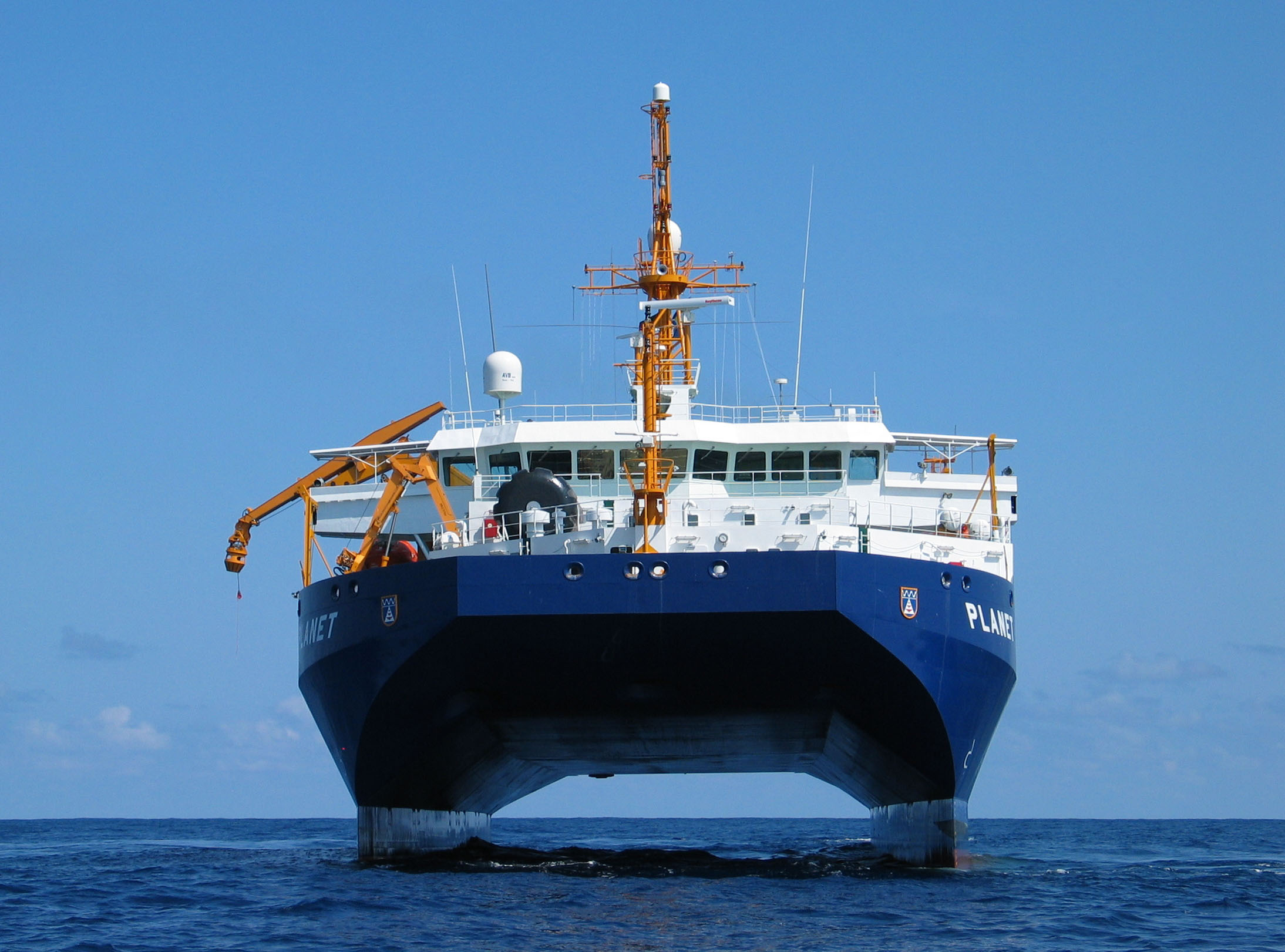
Planet von vorn. Hier wird die SWATH-Konstruktion sichtbar.

Bei deutschen Forschungsschiffen ist es üblich, Traditionsnamen vor allem aus der Astronomie an die Nachfolgemodelle weiterzugeben. Bei der Planet handelt es sich nach den Vorgängern von 1905 und 1967 um das dritte Schiff einer solchen Reihe.
Gebaut wurde die Planet unter der Baunummer 537 von Thyssen Nordseewerke in Emden. Die Kiellegung des Schiffes erfolgte im April 2002, der Stapellauf am 12. August 2003. Das Schiff wurde am 31. Mai 2005 in Eckernförde in Dienst gestellt. Die Baukosten betrugen 90 Mio. Euro.
Durch die Bauweise wird der Auftrieb hauptsächlich von den komplett unter Wasser liegenden Schwimmkörpern erzeugt. Die dünnen Streben, die beide Schwimmkörper mit dem Schiffskörper verbinden, tragen kaum zum Auftrieb bei. Auch bei schlechtem Wetter und rauer See ermöglicht das eine sehr ruhige Lage des Schiffes. Damit bietet es ideale Voraussetzungen für hydrographische Forschungsarbeiten auf hoher See.
Die eine Rumpfhälfte ist für die Erprobung von Sonargeräten und Akustiksensoren vorgesehen, die andere für die Erprobung von Torpedos und Torpedoabwehrwaffen. Das Schiff ist dafür unter anderem mit einer Abschussmöglichkeit für Torpedos ausgestattet, die sich im Steuerbord-Schwimmkörper befindet. Eine weitere wichtige Aufgabe des Schiffes ist die Bestimmung von Salzgehalt, Dichte, Strömungen und anderen hydrographischen Parametern. Die davon abhängige Thermokline bestimmt die Ortbarkeit von U-Booten.
Neben dem NATO-Forschungsschiff Alliance gehört die Planet zu den leisesten motorgetriebenen Überwasserschiffen der Welt. Das Schiff kann bis zu 30 Tage auf See bleiben und dabei bis zu 5.000 Seemeilen zurücklegen, bevor ein Hafen angelaufen werden muss.
Die Planet steht der Wehrtechnischen Dienststelle für Schiffe und Marinewaffen der Bundeswehr, Maritime Technologie und Forschung (WTD 71) in Eckernförde für marineorientierte Technologie- und Forschungsaktivitäten der Bundeswehr zur Verfügung.

## Zukunftsaussichten
Nach Aussage des Direktors der WTD Frank Menning vom 11. Dezember 2023 ist das Angebot für die nächste Werftüberholung „exorbitant hoch“. Die Kosten für die 18- bis 24-monatige Werftliegezeit betragen rund 35 Millionen Euro. Es bestehen Zweifel, ob bei einer Nutzungsdauer des Schiffes bis 2035 und der in dieser Zeit notwendigen dreimaligen Werftliegezeit ein Weiterbetrieb noch finanziell rentabel ist. Man werde 2024 entsprechende Empfehlungen an die vorgesetzten Dienststellen aussprechen und Alternativen ausloten, um die militärischen Aufgaben auf andere Schiffe der WTD-Flotte zu verlagern. Berücksichtigt werden soll auch das Problem, dass das Schiff zu wenigen wissenschaftlichen Mitarbeitern Platz biete und das Torpedorohr so gut wie nie genutzt werde. Mit einer Entscheidung über den Weiterbetrieb werde dann 2024 gerechnet. Nachnutzungsmöglichkeiten werden untersucht, zudem käme ein Privatverkauf nach Ausbau aller militärischen Komponenten in Frage.  Seit Oktober 2024 wird die Planet bei dem NATO-Unterstützungseinsatz Standing NATO Maritime Group 2 in der Ägäis als Führungsschiff eingesetzt.

## Technische Daten
Der Tiefgang des Schiffes beträgt 6,8 Meter. Er kann auf 8,8 Meter erweitert werden. Der Rumpf des Schiffes verfügt über die Eisklasse E.
Die Stromerzeugung an Bord erfolgt durch insgesamt vier Generatoren. Jeweils zwei der Generatoren haben Leistungen von 1.250 Kilowatt bzw. 1.700 Kilowatt.

## Sonstiges
Das Schiff wurde von Hansa – International Maritime Journal als „Ship of the Year 2004“ ausgezeichnet.